# Station Barneville
Station Barneville is een spoorwegstation in de Franse gemeente Barneville-Carteret.